# Estadi Mokhtar El-Tetsh
L'Estadi Mokhtar El-Tetsh (àrab: ستاد مختار التتش, Stād Muẖtār at-Titx) és un estadi de futbol de la ciutat del Caire, a Egipte. El seu nom fa referència al futbolista Mahmoud Mokhtar El-Tetsh.
Va ser inaugurat l'any 1917 amb el nom d'Estadi Al Ahly. El 1928 se li canvià el nom a Estadi Príncep Farouk. El 21 de febrer de 1965 se li posà el nom actual. Va ser la seu de la Copa d'Àfrica de Nacions 1959.
Durant molts anys va ser la seu del club Al Ahly, però actualment es destina als entrenaments i partits amistosos.